# Praelongorthezia nigrocincta
Praelongorthezia nigrocincta är en insektsart som först beskrevs av Cockerell 1895.  Praelongorthezia nigrocincta ingår i släktet Praelongorthezia och familjen vaxsköldlöss. Inga underarter finns listade i Catalogue of Life.